# Tápszentmiklós
Tápszentmiklós is een plaats (község) en gemeente in het Hongaarse comitaat Győr-Moson-Sopron. Tápszentmiklós telt 945 inwoners (2001).